# 依田実信
依田 実信（よだ さねのぶ）は、平安時代末期の武将。源為実（依田六郎）の子。信濃守源為公の孫にあたる。信濃国小県郡依田庄を本拠とする依田氏の当主。

## 略歴
父・為実の開発した依田庄を継承し、また同地に存在した依田城の築城者であったとも伝わる。治承4年（1180年）に木曾義仲が信濃国内で挙兵すると、その拠点として依田城を提供し、以後一族を挙げて義仲と行動を共にしたと云われる。『源平盛衰記』には翌寿永2年（1183年）の倶利伽羅峠の戦いで三千余騎を率いて活躍する武将の一人「余田次郎」としてその名がみえている。